# Puerto Vallarta Challenger
Il Puerto Vallarta Challenger è stato un torneo professionistico di tennis giocato su campi in cemento. Faceva parte dell'ATP Challenger Series. Si giocava annualmente a Puerto Vallarta in Messico dal 1994 al 1998. 

## Albo d'oro

### Singolare
| Anno | Campione        | Finalista        | Punteggio     |
| ---- | --------------- | ---------------- | ------------- |
| 1994 | Michael Joyce   | Leonardo Lavalle | 6–1, 7–6      |
| 1995 | Non disputato   | Non disputato    | Non disputato |
| 1996 | Geoff Grant (1) | Nicola Bruno     | 6–1, 6–4      |
| 1997 | Andrej Merinov  | Mark Knowles     | 6–3, 7–6      |
| 1998 | Geoff Grant (2) | Mariano Sánchez  | 6–2, 6–4      |

### Doppio
| Anno | Campioni                        | Finalisti                     | Punteggio     |
| ---- | ------------------------------- | ----------------------------- | ------------- |
| 1994 | Pablo Albano Nicolás Pereira    | Paul Kilderry Simon Youl      | 6–4, 3–6, 7–6 |
| 1995 | Non disputato                   | Non disputato                 | Non disputato |
| 1996 | Francisco Montana Jack Waite    | Claude N'goran Daniel Orsanic | 6–2, 6–3      |
| 1997 | Alejandro Hernández Óscar Ortiz | Francisco Montana Jack Waite  | 4–6, 6–2, 6–1 |
| 1998 | Luis Herrera Gabriel Trifu      | Ota Fukárek Régis Lavergne    | 6–3, 6–4      |